# Општина Нови Кнежевац
Општина Нови Кнежевац је општина у Републици Србији. Налази се у АП Војводина и спада у Севернобанатски округ. По подацима из 2004. општина заузима површину од 305 km² (од чега на пољопривредну површину отпада 26764 ha, а на шумску 161 ha).
Седиште општине је градско насеље Нови Кнежевац. Према подацима са последњег пописа 2022. године у општини је живело 8.627становникa (према попису из 2011. било је 11.269 становника). У општини се налази 5 основних и 2 средње школе.

## Историја
Општина Нови Кнежевац, иако смештена уз Тису, историјски је веома везана за Поморишје и поморишку војну границу.
Октобра 2023. године у Новом Кнежевцу је одлуком власти преименован велики број назива улица, како би се уклонила имена улица дата по комунистима, што је председник општине образложио становиштем да су комунисти починили веће злочине и од окупатора.

## Насељена места
Општину Нови Кнежевац чини 9 насеља:
| - Банатско Аранђелово - Ђала - Мајдан | - Нови Кнежевац - Подлокањ - Рабе | - Сигет - Српски Крстур - Филић |

## Етничка структура
Сва насељена места имају већинско српско становништво осим Мајдана и Раба, који имају мађарско.
| Састав становништва – општина Нови Кнежевац | Састав становништва – општина Нови Кнежевац | Састав становништва – општина Нови Кнежевац | Састав становништва – општина Нови Кнежевац |
| ------------------------------------------- | ------------------------------------------- | ------------------------------------------- | ------------------------------------------- |
|                                             | 2022.                                       | 2011.                                       | 2002.                                       |
| Укупно                                      | 8.627 (100,00%)                             | 11.269 (100,00%)                            | 12.975 (100,00%)                            |
| Срби                                        | 5.005 (58,01%)                              | 6.445 (57,19%)                              | 7.725 (59,53%)                              |
| Мађари                                      | 1.956 (22,67%)                              | 3.217 (28,54%)                              | 3.864 (29,78%)                              |
| Роми                                        | 742 (8,60%)                                 | 923 (8,19%)                                 | 655 (5,04%)                                 |
| Остали                                      | 924 (10,71%)                                | 684 (6,07%)                                 | 731 (5,64%)                                 |